# Голованов, Андрей Сергеевич

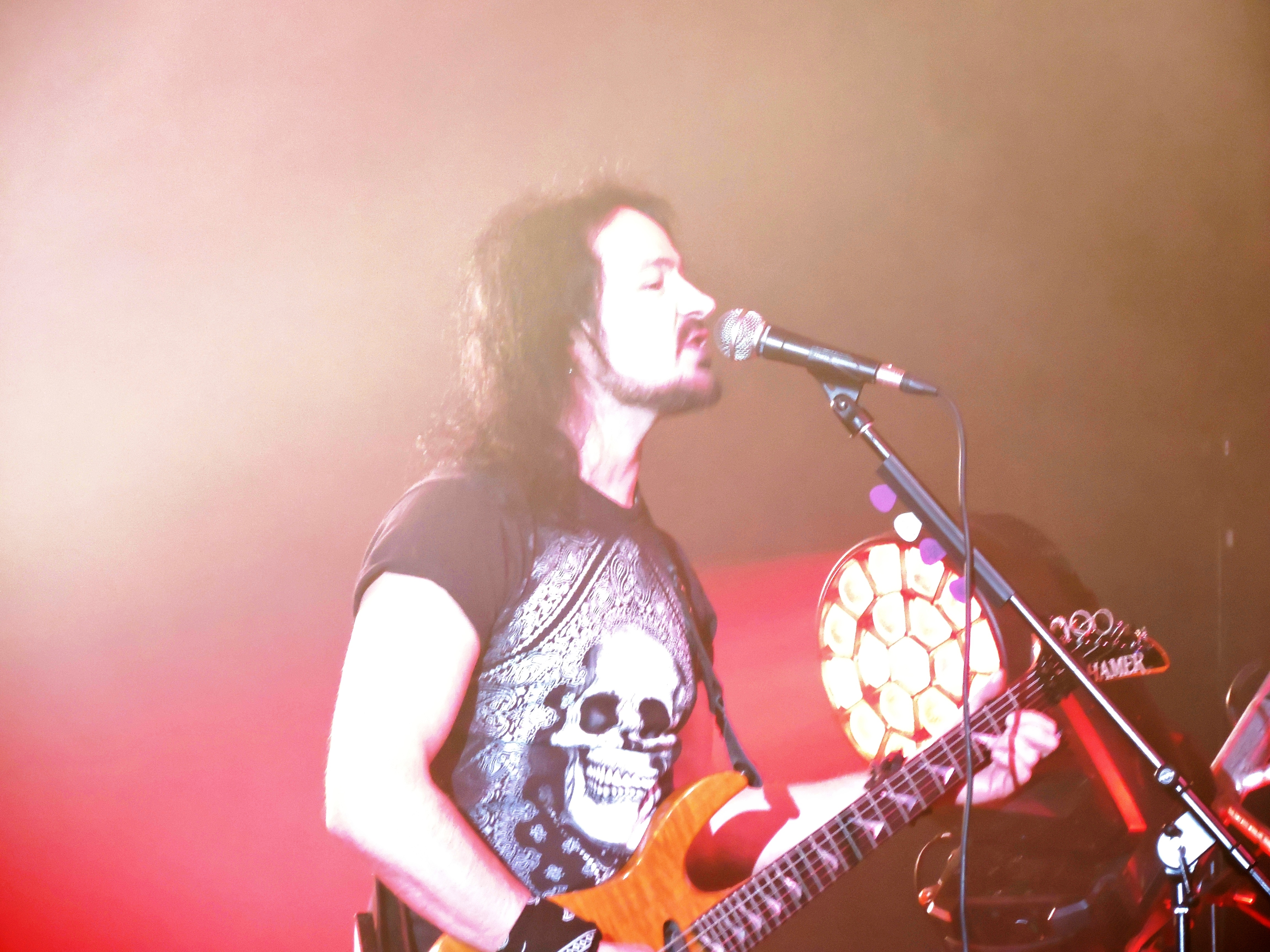
Андрей в роли бэк-вокалиста

Андре́й Серге́евич Голова́нов (род. 22 августа 1976, Лыткарино, Московская область, Россия) — российский рок-музыкант, композитор, иногда и бэк-вокалист. Участник групп «СтрайкЪ», «Ключи» и «Легион». С ноября 2003 года является гитаристом группы «Кипелов».

## Биография
Родился 22 августа 1976 года в Лыткарино.
Во втором классе школы пошёл учиться в музыкальную школу по классу флейты. Учился в «Московском Джазовом Колледже Импровизационной Музыки» по классу гитары.
В 1996 году становится гитаристом группы «СтрайкЪ». Принял участие в записи двух альбомов: «СтрайкЪ» и «SEX». В 1998 вошёл в состав группы «Ключи». В конце 1990-х под псевдонимом «Звёздный» становится участником группы «Легион», с которой записал альбомы «У окна» и «Пророчество». Организовал и свою группу «Звёздный проект».
Записал 2 альбома вместе с Тимуром Валеевым и группой «Ключи».
В середине октября 2003 группу «Кипелов» покидает гитарист Сергей Терентьев. На его место был приглашён Андрей Голованов. Андрей органично «влился» в группу, и коллектив в декабре выезжает на гастроли в обновлённом составе.

## Личная жизнь
По информации с официального сайта, 16 июля 2011 года сыграл свадьбу. Жена — Светлана.

## Дискография
Страйкъ
- 1996 — «Strike»
- 1997 — «Sex»

Ключи
- 2001 — «Между нами»
- 2004 — «Пять непорочных лет»

Легион
- 2000 — «У окна»
- 2001 — «Пророчество»
- 2004 — «Игра»

Кипелов
Принял участие во всех релизах группы, начиная с 2005 года, в том числе в трёх студийных альбомах;
- 2005 — «Реки времён»
- 2011 — «Жить вопреки»
- 2017 — «Звёзды и кресты»

## Награды и премии
- Премия Министерства обороны Российской Федерации в области культуры и искусства за 2023 год — за проект "Культбригада «С песней к Победе!»[5]